# Пілотний епізод (Доктор Хаус)
«Пілотний епізод» (англ. Pilot) або «Всі брешуть» (англ. Everybody Lies)  — перша серія першого сезону американського телесеріалу «Доктор Хаус». Прем'єра епізоду проходила на каналі FOX 16 листопада 2004. Головні герої серіалу — доктор Грегорі Хаус (Г'ю Лорі) та його команда професійних лікарів. Доктор Хаус, доктор Форман, доктор Кемерон, доктор Чейз, доктор Вілсон (онколог), та Ліса Кадді (адміністратор) працюють в лікарні Принстон-Плейнсборо, штат Нью-Джерсі, США. В першій серії лікарі мають врятувати життя молодій виховательці дитячого садку.
Персонаж Хаус був створений Девідом Шором. Він був впевнений, що Грегора Хауса має грати тільки американець, але після того, як на прослухуванні з'явився британський актор Г'ю Лорі, Девід Шор змінив свою думку. Деякі особливості Хауса сценарист взяв від персонажа Артура Конана Дойля Шерлока Холмса: використання ліків, цинічне відношення до людей, самотність і не бажання заводити друзів. Продюсери серіалу хотіли, щоб Хаус був інвалідом, тому йому «пошкодили ногу», і в результаті він має ходити з палицею.
Перший епізод мав позитивні відгуки. Критикам дуже сподобався характер доктора Хауса, а особливо те, що він ходить з палицею. Проте, Шервін Нуланд (англ. Sherwin Nuland) із «Slate» сказав, що вважає інвалідність головного героя жорстокою, давши взагалі незвично негативний огляд. Пілотний епізод дивилось приблизно 7 мільйонів американців, що зробило телесеріал «Доктор Хаус» 62-м по популярності телешоу тижня в США.

## Сюжет
У Ребекки Едлер (Робін Танні), молодої виховательки дитячого садку, під час занять починаються судоми і напад епілепсії. Доктор Джеймс Вілсон (Роберт Шон Леонард) просить свого друга, діагностика-мізантропа Грегора Хауса (Г'ю Лорі) зайнятися цією справою, але той відмовляється. Вілсону вдається вмовити Хауса після того, як він зізнається, що пацієнтка є його кузиною, і Хаус погоджується її продіагностувати. Ввечері, на шляху з роботи Хаус зустрічає Лісу Кадді (Ліса Едельштейн), адміністратора лікарні, яка намагається примусити його відробити в лікарні прогуляні години. Через свою неймовірну кмітливість (і нахабність), Хаус швидко знаходить спосіб уникнути роботи та додаткових обов'язків, які йому намагається нав'язати Кадді. У цей час, команда Хауса намагається зробити магнітно-резонансну томографію пацієнтці Едлер, але раптом вона починає задихатись. Щоб врятувати життя виховательці дитячого садку, доктори Роберт Чейз (Джессі Спенсер) і Елісон Кемерон (Дженніфер Моррісон) вимушені робити термінову трахеотомію.
Тим часом Хаус прймає пацієнтів у клініці. Десятирічний хлопчик почав задихатися, і мати привела його до лікаря. Позирнувши на картку пацієнта, Хаус дізнається, що хлопчик хворіє на астму, і цікавиться чи користується мати астматичним інгалятором. Мама відповідає, що ні, тому що прочитала у газеті, що стероїди в інгаляторі можуть мати шкідливі сторонні наслідки. Хаус на це їдко відповідає, що відсутність кисню має одним із сторонніх наслідків смерть. Саме в цей момент до нього раптово приходить ідея щодо діагнозу виховательки. Він гадає, що в неї церебральний васкуліт, але у нього не має доказів цієї хвороби. До того, як Хаус зрозумів діагноз, Ребеці давали стероїди і її стан покращився. Але раптово він знову погіршується...
Хаус наполягає на тому, щоб його невропатолог доктор Форман (Омар Еппс) разом з доктором Кемерон сходили до дому Ребекки і спробували там знайти середовищні фактори, які могли спричинити симптоми: напад епілепсії, судоми і задуху. На кухні вони знаходять не кошерну шинку, а це свідчить, що Ребекка Едлер ніяка не кузина Вілсона (Джеймс Вілсон єврей). Шинка також змінила діагноз Хауса. Тепер він впевнений, що у Ребекки Едлер цистицеркоз. Через недоварену їжу у неї завівся стьожковий черв, яйця якого спочатку потрапили в кровообіг пацієнтки, а потім в мозок. Для підтвердження діагнозу дівчині потрібна ще одна операція, але вона вперто відмовляється. Хаус не любить спілкуватись з пацієнтами (він вважає, що це шкодить об'єктивному діагностуванню), але цього разу вирішує зайти до пацієнтки, щоб переконати її зробити цю неважку, але вкрай потрібну процедуру. Під час розмови Ребекка запитує у Хауса, чому він з палицею, і той розповідає, що колись у нього був інфаркт м'язів стегна, але через неправильний діагноз лікарів хвороба призвела до відмирання м'язів. Ребекка заявляє, що хоче померти з гідністю і не хоче більше ніяких операцій, на що Хаус жорстко відповідає, що немає такої речі як гідна смерть. Тільки жити можна з гідністю, але померти неможливо, вважає Хаус. Дівчина вперто стоїть на своєму, лишаючи Хауса у розпачі, але тут Чейз пропонує ідею зробити виховательці простий рентген ніг на рентгенівському апараті старої моделі. На рентгені ноги ясно виділяються цисти стьожкового черва, то ж хвороба Ребекки не смертельна, а для лікування потрібно просто вживати дві пігулки альбендазолу на день. Наприкінці епізоду дівчині стає набагато краще, і провідати виховательку приходять діти з її дитячого садку.